# Australiens generalguvernör
Australiska Statsförbundets generalguvernör (engelska: Governor-General of the Commonwealth of Australia) är den australiska monarkens personliga representant i Australien som utför statshandlingar i monarkens namn och fungerar därför i praktiken som landets statschef.
Generalguvernören tillsätts av monarken efter premiärministerns rekommendation och kan avsättas efter premiärministerns rekommendation. Quentin Bryce blev 2008 den första kvinnliga generalguvernören.
Sam Mostyn är Australiens generalguvernör sedan den 1 juli 2024.

## Bakgrund
Australiens konstitution fastslår att en ”generalguvernör utsedd av Drottningen skall vara Hennes Majestäts representant i statsförbundet ...”. 
Konstitutionen tilldelar vidare all verkställande makt till generalguvernören (monarken saknar teoretisk befogenhet att upphäva generalguvernörens beslut), men i praktiken följer vederbörande Westminstermodellen och agerar, med få undantag, endast på inrådan av Australiens premiärminister eller andra ministrar.
Generalguvernörens ämbetsuppgifter inbegriper att utse ambassadörer, ministrar och domare, att promulgera lagstiftning, att utge skrivelser för val samt att utnämna medlemmar i Australienorden. Generalguvernören är ordförande i Australiens federala verkställande råd och är högsta befälhavaren för Australiens väpnade styrkor.

## Residens

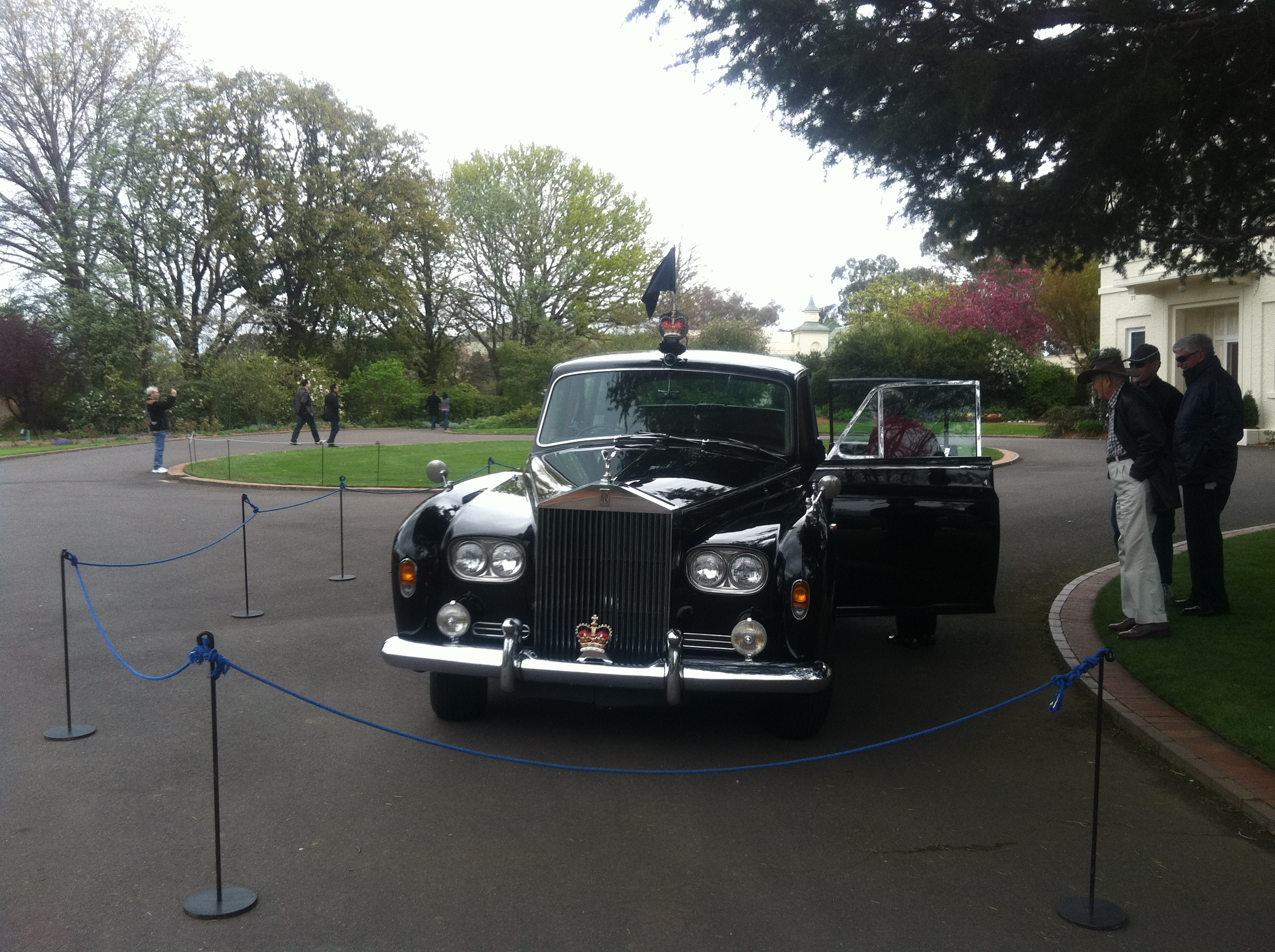
Generalguvernörens Rolls Royce.

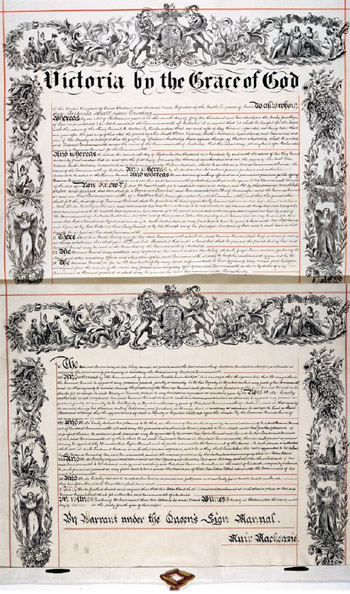
Det kungliga brevet utfärdat av Storbritanniens regerande drottning Victoria från 1901 som instiftade det australiska generalguvernörsämbetet.

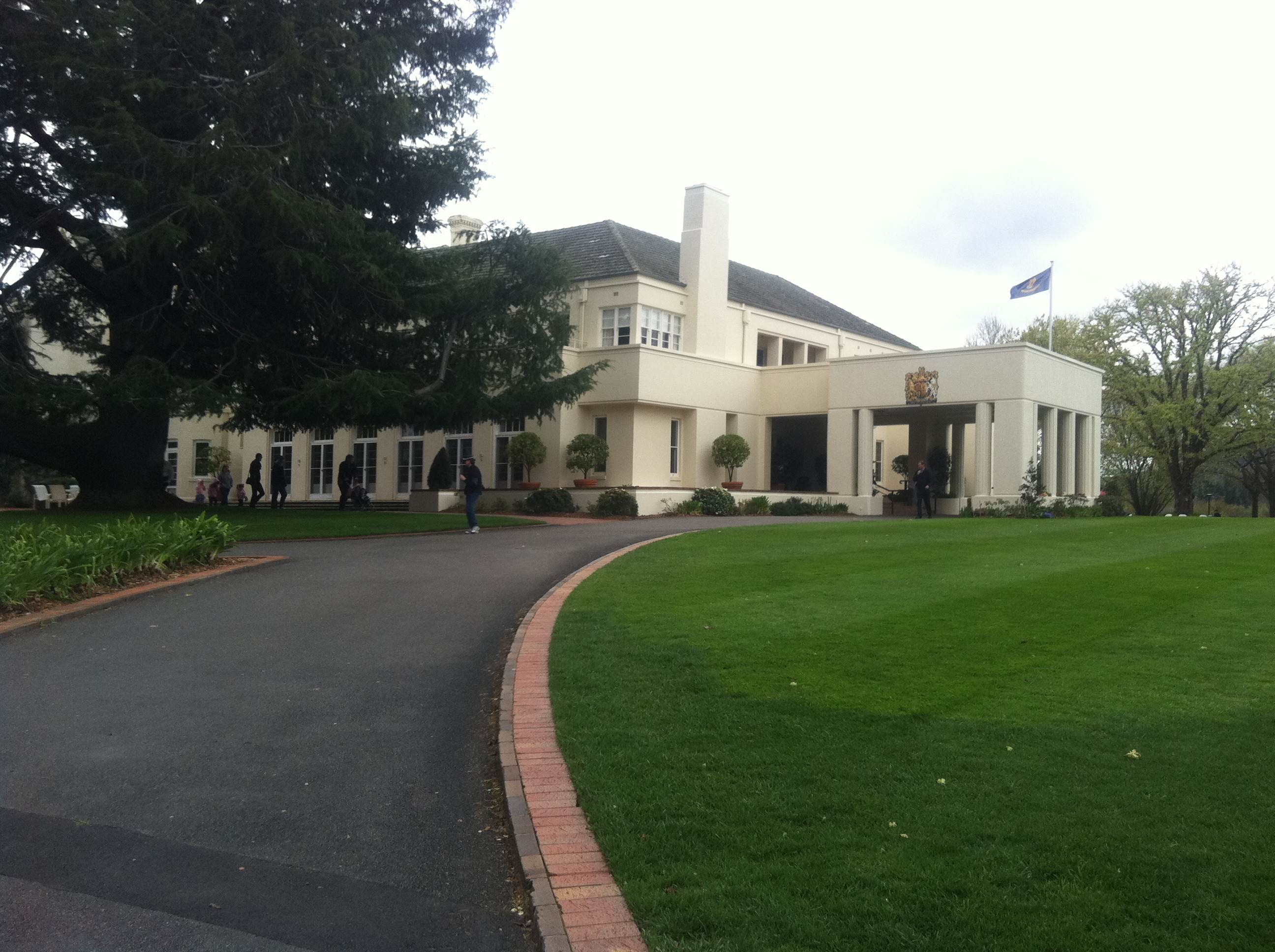
Goverment House utanför Canberra är generalguvernörens officiella residens.
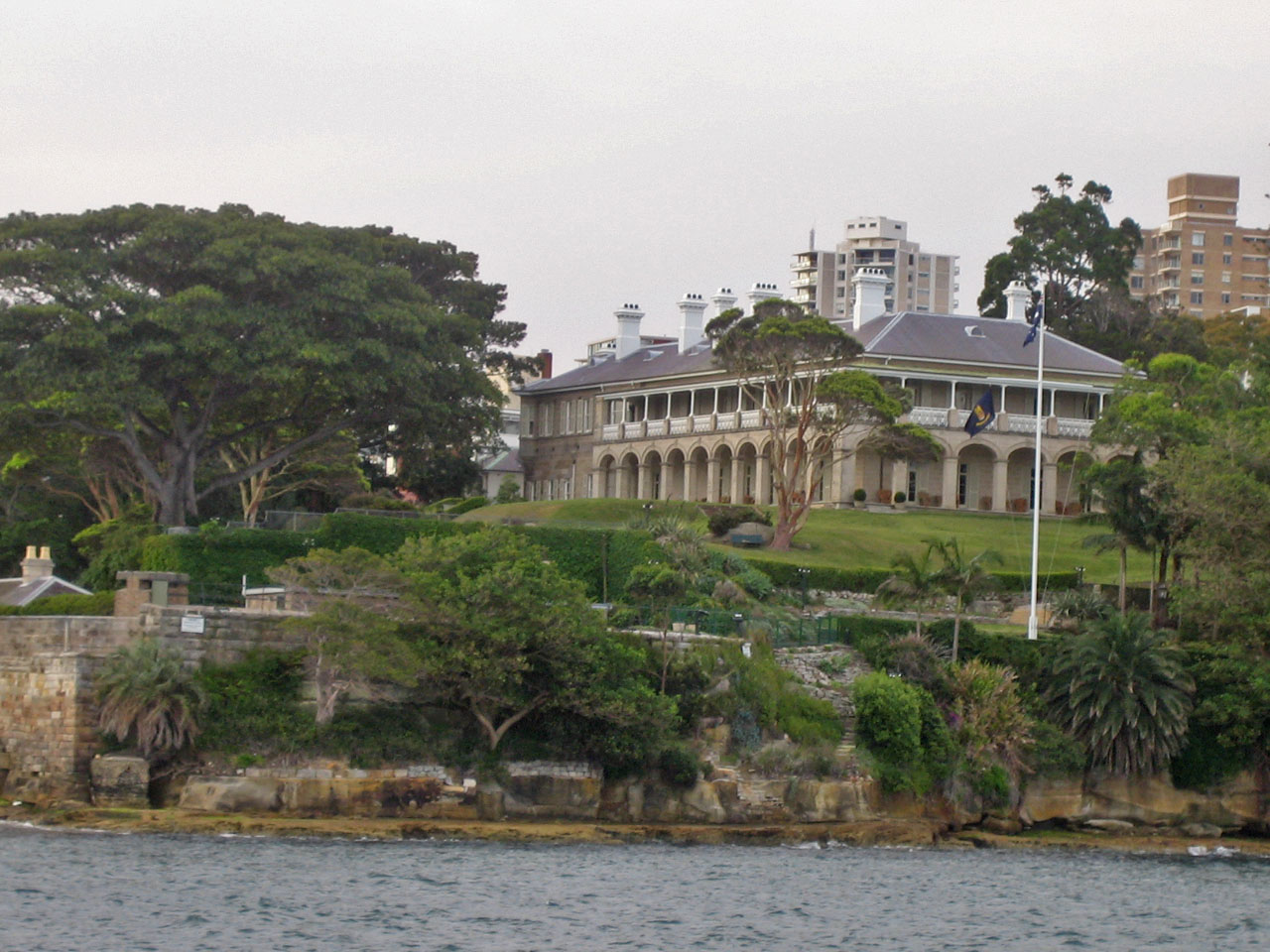
Admiralty House i Sydney är generalguvernörens sekundärresidens.

## Lista över Australiens generalguvernörer
| Nr | Bild | Namn                                          | Levnadsdatum      | Tillträdde        | Avgick            |
| -- | ---- | --------------------------------------------- | ----------------- | ----------------- | ----------------- |
| 1  |      | John Hope, 1:e markis av Linlithgow           | (* 1860 – † 1908) | 1 januari 1901    | 9 januari 1903    |
| 2  |      | Hallam Tennyson, 2:e baron Tennyson           | (* 1852 – † 1928) | 9 januari 1903    | 21 januari 1904   |
| 3  |      | Henry Stafford Northcote, 1:e baron Northcote | (* 1846 – † 1911) | 21 januari 1904   | 9 september 1908  |
| 4  |      | William Ward, 2:e earl av Dudley              | (* 1867 – † 1932) | 9 september 1908  | 31 juli 1911      |
| 5  |      | Thomas Denman, 3:e baron Denman               | (* 1874 – † 1954) | 31 juli 1911      | 18 maj 1914       |
| 6  |      | Ronald Munro-Ferguson, 1:e viscount Novar     | (* 1860 – † 1934) | 18 maj 1914       | 6 oktober 1920    |
| 7  |      | Henry Forster, 1:e baron Forster              | (* 1866 – † 1936) | 6 oktober 1920    | 8 oktober 1925    |
| 8  |      | John Lawrence Baird, 1:e viscount Stonehaven  | (* 1874 – † 1941) | 8 oktober 1925    | 22 januari 1931   |
| 9  |      | Sir Isaac Isaacs                              | (* 1855 – † 1948) | 22 januari 1931   | 23 januari 1936   |
| 10 |      | Alexander Hore-Ruthven, 1:e earl av Gowrie    | (* 1872 – † 1955) | 23 januari 1936   | 30 januari 1945   |
| 11 |      | HKH Prins Henry, hertig av Gloucester         | (* 1900 – † 1974) | 30 januari 1945   | 11 mars 1947      |
| 12 |      | Sir William John McKell                       | (* 1891 – † 1985) | 11 mars 1947      | 8 maj 1953        |
| 13 |      | Sir William Joseph Slim                       | (* 1891 – † 1970) | 8 maj 1953        | 2 februari 1960   |
| 14 |      | William Morrison, 1:e viscount Dunrossil,     | (* 1893 – † 1961) | 2 februari 1960   | 3 februari 1961   |
| 15 |      | William Sidney, 1:e viscount De L'Isle        | (* 1909 – † 1991) | 3 augusti 1961    | 22 september 1965 |
| 16 |      | Richard Gardiner Casey                        | (* 1890 – † 1976) | 22 september 1965 | 30 april 1969     |
| 17 |      | Sir Paul Hasluck                              | (* 1905 – † 1993) | 30 april 1969     | 11 juli 1974      |
| 18 |      | Sir John Robert Kerr                          | (* 1914 – † 1991) | 11 juli 1974      | 8 december 1977   |
| 19 |      | Sir Zelman Cowen                              | (* 1919)          | 8 december 1977   | 29 juli 1982      |
| 20 |      | Sir Ninian Stephen                            | (* 1923)          | 29 juli 1982      | 16 februari 1989  |
| 21 |      | William George Hayden                         | (* 1933)          | 16 februari 1989  | 16 februari 1996  |
| 22 |      | William Deane                                 | (* 1931)          | 16 februari 1996  | 29 juni 2001      |
| 23 |      | Peter Hollingworth                            | (* 1935)          | 29 juni 2001      | 15 maj 2003       |
| 24 |      | Michael Jeffery                               | (1937-2020)       | 11 augusti 2003   | 5 september 2008  |
| 25 |      | Quentin Bryce                                 | (* 1942)          | 5 september 2008  | 28 mars 2014      |
| 26 |      | Sir Peter Cosgrove                            | (* 1947)          | 28 mars 2014      | 1 juli 2019       |
| 27 |      | Sir David Hurley                              | (* 1953)          | 1 juli 2019       | 1 juli 2024       |
| 28 |      | Sam Mostyn                                    | (* 1965)          | 1 juli 2024       | sittande          |